# Народный артист Казахстана
Народный артист Казахстана (каз. Қазақстанның халық әртісі) — почётное звание Казахстана, которое присваивалось лицам, внёсшим особый вклад в развитие театрального, музыкального, кино — и циркового искусств Казахстана, удостоенным ранее почётного звания «Заслуженный артист Казахстана» или «Заслуженный деятель искусств Казахстана». Почётное звание было введено Законом Республики Казахстан от 1 апреля 1993 года № 2069-XII «О государственных наградах Республики Казахстан» и отменено Законом Республики Казахстан от 26 июля 1999 года № 462-1 «О внесении изменений и дополнений в Указ Президента Республики Казахстан, имеющий силу закона, „О государственных наградах Республики Казахстан“».
21 мая 2022 года Президент Казахстана Касым-Жомарт Токаев поручил проработать учреждение почётного звания «Народный артист Казахстана».

## Список народных артистов Казахстана (78 человек)

### дата неизвестна
1. Усманова, Юлдуз Урайимохуновна (р. 1963) — эстрадная певица, Республика Узбекистан

### 1991 год (4 человека)
1. Калдаяков, Шамши (1930—1992) — композитор[2]
2. Бейсеуов, Асет Коппаевич (1938—1996) — композитор[2]
3. Джуманиязов, Базарбай Сагадиевич (1936—2015) — композитор, преподаватель Казахской национальной консерватории имени Курмангазы[3]
4. Молдакаримова, Галина Абилакимовна (р. 1956) — кобызистка, преподаватель Казахской национальной консерватории имени Курмангазы[3]

### 1992 год (5 человек)
1. Жанботаев, Досжан Абдралимович (р. 1949) — артист Жезказганский казахский музыкально-драматический театр имени С. Кожамкулова
2. Акбарова, Зинат Аскаровна (р. 1935) — артистка Государственного республиканского уйгурского театра музыкальной комедии имени К. Кужамьярова
3. Жаманкулов, Тунгышбай Кадырулы (р. 1948) — артист Казахского государственного академического театра драмы имени М. О. Ауэзова
4. Андриасян, Рубен Суренович (1938—2022) — театральный режиссёр, художественный руководитель Государственного академического русского театра драмы имени М. Ю. Лермонтова
5. Байсултанов, Султан Магомедович (1947—2012) — солист оперы Казахского государственного академического театра оперы и балета имени Абая

### 1993 год (5 человек)
1. Нусипжанов, Нургали Нусипжанович (р. 1937) — солист, художественный руководитель ансамбля «Жазира»
2. Коразбаев, Алтынбек Коразбаевич (р. 1948) — композитор, певец
3. Калмырзаев, Аксакал (1936—2013) — артист Южно-Казахстанского областного музыкально-драматического театра им. Ж. Шанина
4. Тастанбеков, Куман Нурмаганович (1945—2017) — артист Казахского государственного академического театра драмы имени М. О. Ауэзова
5. Смагулов, Бахытжан Жумашканович (р. 1965) — артист балета Казахского государственного академического театра оперы и балета имени Абая

### 1994 год (5 человек)
1. Тынышпаев, Искандер Мухамеджанович (1909—1995) — кинооператор киностудии «Казахфильм»[4]
2. Жунусова, Макпал Мухамедьяровна (р. 1964) — солистка Республиканского концертного объединения «Казахконцерт»
3. Жолжаксынов, Досхан Калиевич (р. 1951) — артист Казахского государственного академического театра для детей и юношества имени Г. Мусрепова, киноактёр
4. Парманов, Бекпулат Саттарович (р. 1952) — режиссёр Бишкекского городского драматического театра имени А.Умуралиева[5]
5. Турсуналиев, Эстебес (1931—2005) — акын, комузист, Киргизская Республика (народный артист СССР — 1988)

### 1995 год (5 человек)
1. Абдрашев, Толепберген Абдрашевич (1948—2007) — художественный руководитель, главный дирижёр Государственного академического симфонического оркестра Республики Казахстан
2. Казтурганова, Майгуль Ибрагимкызы (р. 1951) — солистка ансамбля «Алтын дан» Талдыкорганской областной филармонии
3. Ким, Римма Ивановна (р. 1946) — артистка балета, балетмейстер Государственного академического корейского театра музыкальной комедии
4. Мурзабекова, Гаухар Курманбековна (р. 1956) — скрипачка, солистка Казахской Государственной филармонии имени Джамбула
5. Закиров, Фаррух Каримович (р. 1946) — эстрадный певец, композитор, Республика Узбекистан

### 1996 год (10 человек)
1. Габдиев, Рысбай Хисметович (1936—2004) — художественный руководитель, главный дирижёр Атырауского областного национально-инструментального оркестра имени Д. Нурпеисовой[6]
2. Жакибаев, Касым Абенулы (1929—2011) — артист Казахского государственного академического театра для детей и юношества имени Г. Мусрепова[6]
3. Кенжеков, Алтынбек Жолдасович (1941—2001) — артист Казахского государственного академического театра для детей и юношества имени Г. Мусрепова[6]
4. Мейрамов, Тилектес Уахитович (р. 1948) — артист Казахского государственного академического театра драмы имени М. О. Ауэзова[6]
5. Рахимжанова, Макен Рахимжановна (р. 1952) — артистка Жамбылского областного казахского драматического театра имени Абая[6]
6. Султанбаев, Кудайберген Тауекелович (1947—2010) — депутат Мажилиса Парламента Республики Казахстан[6]
7. Туткибаева, Гульжан Усамбековна (р. 1964) — артистка балета Казахского государственного академического театра оперы и балета имени Абая[6]
8. Усенбаева, Нуржамал Пернебековна (р. 1958) — артистка оперы Казахского государственного академического театра оперы и балета имени Абая
9. Дорохова, Полина Михайловна (р. 1938) — оперная певица, старший преподаватель сольного пения в Государственном театрально-художественном институте
10. Курмангалиев, Эрик Салимович (1959—2007) — оперный певец (контратенор)

### 1998 год (18 человек)
1. Аспетова, Гульжан Жарылкасымовна (р. 1946) — артистка Казахского государственного академического театра драмы имени М. О. Ауэзова
2. Архипенков, Владимир Трофимович (1936—2006) — артист Акмолинского областного русского драматического театра имени М. Горького
3. Ахмадиев, Мурат Абдуреимович (р. 1950) — директор Государственного республиканского уйгурского театра музыкальной комедии имени К. Кужамьярова[7]
4. Бектасова, Жамал[каз.] (1923—2003) — артистка Казахского государственного академического театра для детей и юношества имени Г. Мусрепова[7]
5. Байсеркенов, Маман (1937—2017) — преподаватель Алматинского института театра и кино[7]
6. Баспаев, Джамбул Кузембаевич (1938—2004) — виолончелист, профессор кафедры струнных инструментов Алма-Атинской консерватории
7. Кенжеев, Аширали (1946—2001) — артист Казахского государственного академического театра драмы имени М. О. Ауэзова[7]
8. Турпаян, Людмила Николаевна (р. 1946) — артистка Северо-Казахстанского областного русского драматического театра им. Н. Погодина[7]
9. Ахметова, Шайза Хабибулловна (р. 1948) — артистка Казахского государственного академического театра драмы имени М. О. Ауэзова[8]
10. Бекбосынов, Кажибек Кудайбергенулы (р. 1946) — солист Государственного академического оркестра народных инструментов имени Курмангазы[8]
11. Кыстаубаев, Турегельды Аскарович — актёр и режиссёр Жетысайского казахского музыкально-драматического театра Южно-Казахстанской области[8]
12. Оразымбетов, Ергали Сиябекулы (1943—2016) — главный режиссёр Кызылординского областного музыкально-драматического театра[8]
13. Теменов, Талгат Досымгалиевич (р. 1954) — кинорежиссёр, ректор Алматинского государственного театрального художественного института им. Жургенева[8]
14. Шамелов, Туякберди Кажигерейулы (1951—2012) — главный концертмейстер, солист Государственного академического оркестра народных инструментов имени Курмангазы[8]
15. Жакупова, Гульнар Хабиевна (р. 1957) — артистка Западно-Казахстанского областного драматического театра им. Хадиши Букеевой
16. Кенжебекова, Алмахан Нурпеисовна (р. 1950) — артистка Талдыкорганского Казахского драматического театра им. Бикен Римовой
17. Медетбаев, Жумабай Медетбаевич (1935—2005) — артист Казахского государственного академического театра драмы имени М. О. Ауэзова
18. Жетписбаев, Кадыр Рахымбаевич (1941—1999) — художественный руководитель Казахского музыкально-драматического театра имени К. Куанышбаева

### 1999 год (2 человека)
1. Ескалиева, Нагима Хабдуловна (р. 1954) — солистка Алматинской областной филармонии

### 2000—2022
Звание не присуждалось.

### 2023 год (8 человек)
1. Ахимов, Динмухамед Тлеулесович (р. 1948) — актёр театра и кино
2. Токарев, Михаил Михайлович (р. 1948) — артист Национального русского театра драмы имени Михаила Лермонтова
3. Акмолда, Дулыга Досмухамбетович (р. 1971) — артист Казахского национального академического театра драмы имени М. О. Ауэзова
4. Абилев, Шахимардан Кайдарулы (р. 1950) — солист оперы Казахского государственного академического театра оперы и балета имени Абая
5. Кузембаев, Талгат Пердебекович[каз.] (р. 1971) — солист оперы Казахского государственного академического театра оперы и балета имени Абая
6. Стамгазиев, Рамазан Умиралиевич (р. 1967) — преподаватель Казахской национальной консерватории имени Курмангазы
7. Кудайберген, Димаш (р. 1994) — певец, композитор
8. Улкенбаева, Айгуль Наримановна (р. 1962) — кюйши[9]

### 2024 год (12 человек)
1. Баспакова, Джамиля Толегеновна (р. 1966) — солистка оперы Казахского государственного академического театра оперы и балета имени Абая
2. Жумабеков, Кенес Нарымбаевич (р. 1948) — артист Карагандинского областного казахского театра драмы им. Сакена Сейфуллина
3. Ильясова, Майра Алимгажиновна (р. 1956) — певица, декан факультета «Традиционная песня» Казахского национального университета искусств
4. Идришева, Алихан Оразгалиевна (р. 1950) — актриса Талдыкорганского Казахского драматического театра им. Бикен Римовой
5. Каденова, Лидия Тажадиновна (р. 1952) — актриса Казахского государственного академического театра для детей и юношества имени Г. Мусрепова
6. Коржева, Ольга Владимировна (р. 1969) — актриса РГКП «Государственный академический русский театр для детей и юношества имени Наталии Сац»
7. Лебсак, Ирина Маратовна (р. 1963) — актриса РГКП «Национальный русский театр драмы имени Михаила Лермонтова»
8. Мухамедкызы, Майра (р. 1965) — солистка театра «Астана Опера»
9. Мухитдинов, Абзал Мирасбекович (р. 1968) —  дирижёр, хормейстер
10. Махпирова, Рихан Асимовна[каз.] (р. 1946) — актриса РГКП «Республиканского государственного академического Уйгурского театра музыкальной комедии им. Куддуса Кужамьярова»
11. Турысбеков, Секен Каримулы (р. 1961) — кюйши, композитор
12. Шинтемирова, Гульжан Хафизовна (р. 1948) — актриса Уральского казахского драматического театра имени Хадиши Букеевой

### 2025 год (3 человек)
1. Беляков, Александр Викторович (р. 1967) — художественный руководитель эстрадно-симфонического оркестра акима города Алматы КГКП «Алматы әуендері».
2. Каримов, Алишер Шукурович (р. 1985) — эстрадный певец, музыкант, город Алматы.
3. Косанова, Айгуль Шодановна (р. 1974) — певица, ассоциированный профессор РГУ «Казахская национальная консерватория имени Курмангазы», город Алматы.